# The Red Summer (EP)
The Red Summer este al cincilea disc EP al grupului de fete sud-coreean Red Velvet. Comercializat ca o lansare "de vară" specială, a fost lansat digital pe 9 iulie 2017 și fizic pe 10 iulie 2017 de către S.M. Entertainment și distribuit de Genie Music. EP-ul de 5 melodii este a doua lansare majoră a Red Velvet ce se concentrează doar pe conceptul lor "Red", ca urmare a albumului de debut The Red (2015). Include piesa principală "Red Flavor".
Discul EP a fost un succes comercial, atingând vârful clasamentului Gaon Album și oferind grupului cel de-al treilea numar unu pe clasamentul Billboard's World Albums, stabilind astfel recordul pentru grupul de fete sud-coreean cu cele mai multe albume numarul unu pe clasament.

## Istoric și compoziție
Tamar Herman al revistei Billboard a denumit piesa principală "Red Flavor" ca fiind o melodie electropop cu "synth-uri dramatice și un cântec percutant" ce este "dinamică în producția sa supraaglomerată dar nu copleșitoare" și a concluzionat că este "cu siguranță una dintre piesele contagioase K-pop a verii". Jeff Benjamin al revistei Fuse a descris melodia ca fiind "o piesă pop foarte-ușor-de-înghițit" și a declarat că albumul constă în cinci piese care te fac să te simți bine. "You Better Know" este o piesă EDM ce te încălzește. Piesa dance tropicală "Zoo" este o revenire la single-ul de debut al grupului ce avea sunete de animale "Happiness". "Mojito" este definită ca o piesă electropop zaharină, dulceagă și în cele din urmă, "Hear the Sea" este o piesă mid-tempo R&B.

## Listare de melodii
| Nr.             | Titlu                                            | Versuri                                  | Muzică                                     | Aranjament                             | Lungime |  |
| 1.              | „Red Flavor” (빨간 맛; Ppalgan Mat)              | Kenzie                                   | Daniel Caesar Ludwig Lindell               | Caesar & Loui                          | 3:11    |  |
| 2.              | „You Better Know”                                | Lee Seu-ran (Jam Factory) JQ Choi Ji-hye | Becky Jerams Pontus Persson Kanata Okajima | Pontus Persson                         | 4:10    |  |
| 3.              | „Zoo”                                            | Lee Seu-ran                              | LDN Noise Courtney Woolsey Alice Penrose   | LDN Noise                              | 3:24    |  |
| 4.              | „Mojito” (여름빛; Yeoreumbit; lit: Summer Light) | JQ, Hyun Ji-won                          | Johannes Josh Jorgensen Lars Halvor Jensen | Johannes Joergensen Lars Halvor Jensen | 3:04    |  |
| 5.              | „Hear the Sea” (바다가 들려; Badaga Deullyeo)    | Hwang Hyun (MonoTree)                    | Hwang Hyun (MonoTree)                      | Hwang Hyun (MonoTree)                  | 3:22    |  |
| Lungime totală: | Lungime totală:                                  | Lungime totală:                          | Lungime totală:                            | Lungime totală:                        | 17:18   |  |

## Clasamente
| Clasament (2017)                      | Poziție de vârf |
| ------------------------------------- | --------------- |
| Albume Japoneze (Oricon)              | 27              |
| Albume Sud-Coreene (Gaon)             | 1               |
| US World Albums (Billboard)           | 1               |
| US Top Heatseekers Albums (Billboard) | 8               |
| US Independent Albums (Billboard)     | 25              |

| Clasament (2017)          | Poziție de vârf |
| ------------------------- | --------------- |
| Albume Sud-Coreene (Gaon) | 4               |

## Vezi și
- SM Entertainment
- Kpop

## Referinte
1. ↑  Kim, Hyun-sik (9 iulie 2017). „레드벨벳, '빨간맛'으로 여름 가요계 공략”. nocutnews (în korean). Accesat în 21 iulie 2017.
2. ↑  Benjamin, Jeff (19 iulie 2017). „Red Velvet Scores Third No. 1 on World Albums, Lead Among K-Pop Females”. Billboard. Accesat în 20 iulie 2017.
3. ↑  Benjamin, Jeff (10 iulie 2017). „RED VELVET CAPTURE THE TASTE OF SUMMER WITH 'RED FLAVOR': WATCH THE VIDEO”. Fuse. Accesat în 11 iulie 2017.
4. ↑  Herman, Tamar (9 iulie 2017). „Red Velvet Offers a Taste of Summer With 'Red Flavor' Song & Video: Watch”. Billboard. Accesat în 11 iulie 2017.
5. ↑  „#레드벨벳, 여름 미니앨범 '#TheRedSummer'”. Vyrl (în korean). 6 iulie 2017. Arhivat din original la 8 iulie 2017. Accesat în 11 iulie 2017.
6. ↑  South Korea's Monthly Gaon Albums Chart (in Korean) Original din Gaon Music Chart (Iulie 2017). Recuperat pe 12 august 2017.